# Albuca bracteata
Albuca bracteata är en sparrisväxtart som först beskrevs av Carl Peter Thunberg, och fick sitt nu gällande namn av John Charles Manning och Peter Goldblatt. Albuca bracteata ingår i släktet Albuca och familjen sparrisväxter. Inga underarter finns listade i Catalogue of Life.

## Bildgalleri

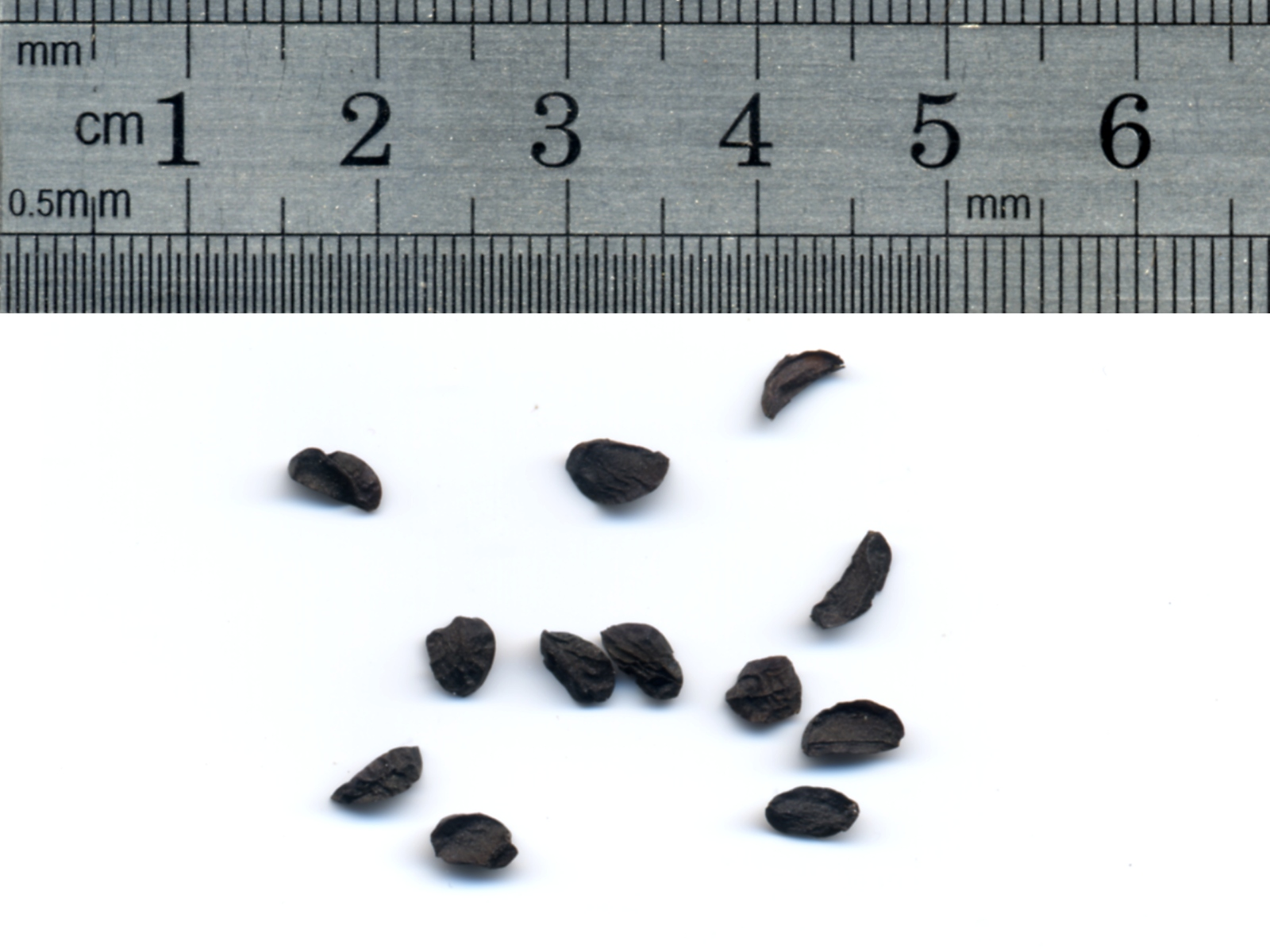
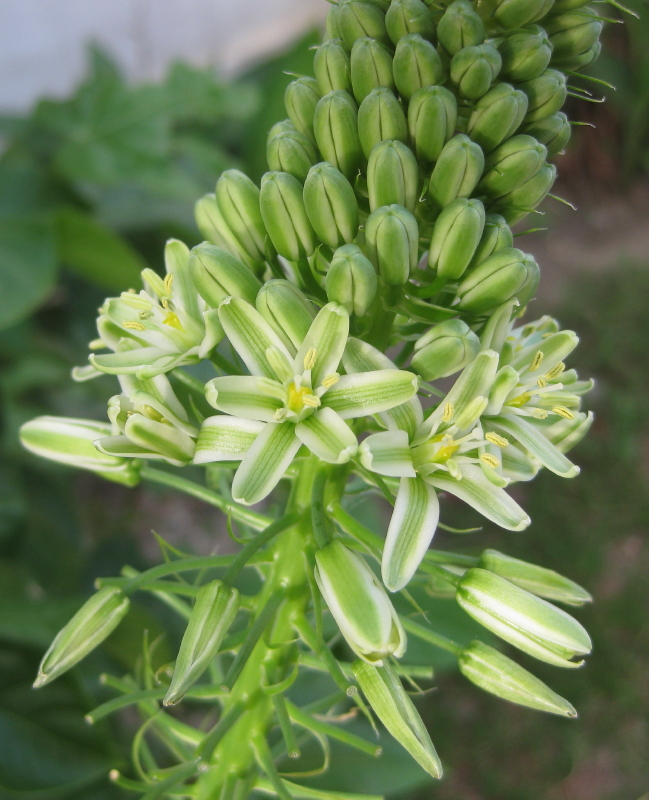